# Erik Nielsen
Erik Hersholt Nielsen (Regina, 24 febbraio 1924 – Kelowna, 4 settembre 2008) è stato un politico canadese.
Erik Nielsen ricoprì la carica di vice Primo ministro del Canada dal 1984 al 1986; negli ultimi anni fu anche un importante membro conservatore del Parlamento per lo Yukon. Era il fratello maggiore dell'attore comico Leslie Nielsen e nipote del premio Oscar Jean Hersholt.
Morì nella sua casa di Kelowna, il 4 settembre 2008, all'età di 84 anni per un attacco di cuore.
| Controllo di autorità | VIAF (EN) 8186663 · ISNI (EN) 0000 0000 7982 5072 · LCCN (EN) n85309710 · GND (DE) 118931326 |